# درويش الفار
الدكتور درويش مصطفى درويش الفار من مواليد مدينة العريش  محافظة شمال سيناء بمصر في يوم الثلاثاء الموافق الخامس من صفر سنة 1344 هجرية موافق ليوم 25 أغسطس سنة 1925 ميلادية.
حاز على جائزة الدولة التشجيعية في العلوم الجيولوجية عن سنة 1964 من الرئيس المصري الراحل  جمال عبد الناصر  تكريما له لاكتشافه منجم الفحم الوحيد في مصر في وادي الصفا منطقة جبل الحلال. له العديد من الاكتشافات الجيولوجية الأخرى التي لا تقل اهمية عن اكتشاف منجم الفحم الوحيد في مصر في جميع أنحاء مصر.
اشتهر بحبه الشديد لشبه جزيرة سيناء وايمانه ان اعمار سيناء واجب نظرا لما تحمل اراضيها من الخير الكثير الذي من الجهل ان يترك دون استغلاله الاستغلال الأمثل. وبجانب نبوغه في علم الجيولوجيا نبغ في كتابة المقالات العلمية وغير العلمية في أكبر الصحف العربية مثل صحيفة الأهرام المصرية وصحيفة الراية القطرية. ونبغ أيضا في كتابة الشعر العربي الفصيح وله في ذلك دواوين عدة.
مشواره التعليمي 
استكمل الدكتور درويش مصطفى الفار مبادئ القران الكريم والحساب في قرية بير الحسنة في وسط سيناء في أوائل الثلاثينات ثم اتم الدراسة الابتدائية في مدرسة العريش الابتدائية الأميرية وكان قد حاز على جائزة الملك فؤاد الأول ملك مصر للامتياز نظرا لترتيبه الأول لدفعة العريش لسنة 1938 وكان مقدار الجائزة حينها جنيه مصري كامل. بعد ذلك انتقل إلى المدرسة السعيدية الثانوية بالجيزة وحاز على شهادة الثقافة سنة 1943 ميلادية ثم حاز على شهادة التوجيه من المدرسة السعيدية الثانوية أيضا سنة 1943 ميلادية. بعد ذلك التحق بكلية العلوم في جامعة فؤاد الأول (القاهرة حاليا) من العام 1943 إلى العام 1946 ثم انقطع عن الدراسة في الفترة ما بين 1947 و1949 لمشاركته كمتطوع في حرب فلسطين 1948. ثم عاد إلى دراسته الجامعية وحاز على بكالوريوس العلوم في العام 1950 ميلاديا بتقدير جيد.
المناصب العلمية 
شغل منصب  مدير لمتحف قطر الوطني
وذلك بعد اعارته من مصر وذلك في 8 فبراير 1976
حيث كان مديرا للمتحف الجيولوجي بالقاهرة  في ديسمبر عام 1975
ومن مناصبه أيضا كان مديرا عاما
وعضو مجلس إدارة لشركة فوسفات البحر الأحمر  وذلك  من أول يناير 1976
كما انه تدرج في المناصب العلمية منذ تخرجه حتى صار رئيس الجيولوجيين بالمساحة الجيولوجية المصرية
لمدة عشر سنوات من 1957 إلى 1967.

المراجع:
1. ↑  "معلومات عن درويش الفار على موقع id.loc.gov". id.loc.gov. مؤرشف من الأصل في 2020-11-08.
2. ↑  "معلومات عن درويش الفار على موقع viaf.org". viaf.org. مؤرشف من الأصل في 2021-04-27.

____________________________________________________________________________________________________________________________________
1- التاريخ العلمي والوظيفي درويش مصطفى الفار
2- درويش الفار، بحث عن الفحم في مصر
3- http://alanany.wordpress.com/2010/05/09/darwish-mustafa-alfar/
4- كتاب قطرات مداد، بقلم درويش الفار، دار الكتب القطرية، رقم الإيداع 1985/175